# Uhniv
Uhniv (in ucraino Угнів?; polacco: Uhnów) è un centro abitato dell'Ucraina, situato nell'oblast' di Leopoli.